# Солунски санджак
Солунският санджак (на турски: Sancak-i/Liva-i Selanik; на гръцки: λιβάς/σαντζάκι Θεσσαλονίκης) е санджак в Солунския вилает на Османската империя, обхващащ околностите на град Солун и Халкидическия полуостров.

## История
След завладяването на града от ръцете на венецианците, Солун става център на санджак в Румелийския еялет, обхващащ централна Македония между реките Вардар и Бистрица, както и Халкидическия полуостров.
Към 1846 г. при реформите на Танзимата Солун става център на отделен еялет (Солунски еялет, а след 1867 г. Солунски вилает) и така санджакът се превръща в нова провинция на паша-санджака.
През 1912 г. санджакът обхваща следните каази: Селаник, Кесендире (полуостров Касандра), Караферие (Бер), Енидже Вардар (Пазар), Водина (Воден), Лангаза (Лъгадина), Гевгелю (Гевгели), Аврет Хисар, (Женско), Тойран (Стар Дойран), Уструмка (Струмица), Тикош/Кавадар (Кавадарци), Катерин (Катерини), Айнароз (Атон) и Карагабад. По-голямата част от санджака става част от Гърция през октомври 1912 г. по време на Балканската война, докато северните му части влизат в Сърбия, а понастоящем са част от Северна Македония.